# Тшебениці
Тшебениці (пол. Trzebienice) — село в Польщі, у гміні Ґолча Меховського повіту Малопольського воєводства.
Населення — 264 особи (2011).
У 1975-1998 роках село належало до Краківського воєводства.

## Демографія
Демографічна структура станом на 31 березня 2011 року:
|          | Загалом | Допрацездатний вік | Працездатний вік | Постпрацездатний вік |
| -------- | ------- | ------------------ | ---------------- | -------------------- |
| Чоловіки | 130     | 26                 | 84               | 20                   |
| Жінки    | 134     | 25                 | 78               | 31                   |
| Разом    | 264     | 51                 | 162              | 51                   |